# Estación de Tordera
Tordera es una estación de la línea R1 de Barcelona y de la RG1 de Cercanías de Gerona de Rodalies Renfe ubicada en el municipio homónimo.
Es la estación con la frecuencia de paso de trenes más baja de toda la línea que por ella pasa.Actualmente solo circulan 16 trenes diarios en ambas direcciones (Massanet-Massanas y Hospitalet) con frecuencia de 1 hora.
| << cabecera                    | < estación | línea | estación >        | cabecera >>       |
| ------------------------------ | ---------- | ----- | ----------------- | ----------------- |
| Rodalies de Catalunya de Renfe |            |       |                   |                   |
| Hospitalet                     | Blanes     |       | Massanet-Massanas | Massanet-Massanas |
| Hospitalet                     | Blanes     |       | Massanet-Massanas | Figueras Port-Bou |

- Datos: Q2483599